# Каширінська сільська рада
Каши́рінська сільська рада (рос. Каширинский сельский совет) — сільське поселення у складі Кетовського району Курганської області Росії.
Адміністративний центр — село Каширіно.
Населення сільського поселення становить 1396 осіб (2017; 1363 у 2010, 1372 у 2002).

## Склад
До складу сільського поселення входять:
| Населений пункт   | Населення, осіб (2002) | Населення, осіб (2010) |
| ----------------- | ---------------------- | ---------------------- |
| Каширіно, село    | 1346                   | 1338                   |
| Сєверне, присілок | 26                     | 25                     |